# Hadena nigrescens
Hadena nigrescens là một loài bướm đêm trong họ Noctuidae.